# جرائم الحرب خلال المراحل الأخيرة من الحرب الأهلية السريلانكية
ارتكب الجيش السريلانكي ومتمردي حركة نمور التاميل جرائم حرب وجرائم ضد الإنسانية خلال الحرب الأهلية السريلانكية، لا سيما خلال الأشهر الأخيرة من المرحلة الرابعة لحرب إيلام في عام 2009. تضمنت جرائم الحرب الهجمات على المدنيين والمباني المدنية من قبل الجانبين؛ وإعدام مقاتلين وسجناء على يد كلا الجانبين؛ وحالات الاختفاء القسرية على يد الجيش السريلانكي والجماعات شبه العسكرية المدعومة من قبله؛ والنقص الحاد في الغذاء والدواء والمياه النظيفة للمدنيين المحاصرين في منطقة الحرب؛ وتجنيد الأطفال من قبل نمور التاميل.
عين الأمين العام للأمم المتحدة (يو إن إس جي) بان كي مون لجنة من الخبراء لتقدم له المشورة بشأن قضية المساءلة حول حدوث انتهاكات مزعومة للقانون الدولي لحقوق الإنسان والقانون الدولي الإنساني في المراحل الأخيرة من الحرب الأهلية، وجدت هذه للجنة «مزاعم موثوقة»، تشير، في حال أثباتها، إلى ارتكاب الجيش السريلانكي ونمور التاميل لجرائم حرب وجرائم ضد الإنسانية. ووجدت اللجنة أيضا أن ما يصل إلى 40 ألف مدني من التاميل ربما قتلوا خلال الأشهر الأخيرة من الحرب الأهلية، وقتل الغالبية العظمى منهم نتيجةً للقصف العشوائي للجيش، دعت اللجنة الأمين العام للأمم المتحدة إلى إجراء تحقيق دولي مستقل في الادعاءات المزعومة بحدوث انتهاكات للقانون الدولي.
نفت الحكومة السريلانكية ارتكاب قواتها أي جرائم حرب وعارضت بشدة أي تحقيق دولي. في مارس عام 2014، سمح مجلس حقوق الإنسان التابع للأمم المتحدة بإجراء تحقيق دولي في جرائم الحرب المزعومة.
تحظر اتفاقيات جنيف التي وقعت عليها سريلانكا جرائم الحرب. في عام 2002، أنشئت المحكمة الجنائية الدولية (آي سي سي) بموجب نظام روما الأساسي لمحاكمة الأفراد على الجرائم الخطيرة، مثل جرائم الحرب. لم تكن سريلانكا من الدول الموقعة على نظام روما الأساسي. لذلك، لا يمكن للمحكمة الجنائية الدولية التحقيق في جرائم الحرب في سريلانكا ومقاضاة مرتكبيها إلا إذا أحال مجلس الأمن التابع للأمم المتحدة سريلانكا إلى المحكمة الجنائية الدولية، وهو أمر مستبعد. ومع ذلك، يجوز لكل دولة بمفردها التحقيق مع الجناة المزعومين من الخاضعين لسلطتها القضائية ومقاضاتهم، مثل أولئك الذين يحملون جنسية مزدوجة. بالإضافة إلى ذلك، يطبق عدد من البلدان القضاء العالمي فيما يتعلق بجرائم معينة، مثل جرائم الحرب، ما يسمح لها بمحاكمة الأفراد بغض النظر عن مكان ارتكاب الجريمة وجنسية الجناة وجنسية الضحايا. في 21 مارس عام 2019، شاركت سريلانكا في رعاية قرار أصدرته الأمم المتحدة يمنح البلاد مهلة سنتين لإنشاء آلية قضائية لتقييم انتهاكات القانون الدولي الإنساني المرتكبة أثناء الحرب الأهلية.

## الخلفية
شن نمور التاميل حربًا واسعة النطاق من أجل دولة إيلام التاميلية المستقلة في شمال وشرق سريلانكا منذ عام 1983. وبعد فشل عملية السلام التي تمت بوساطة نرويجية في عام 2006، شن الجيش السريلانكي هجماتٍ لاستعادة السيطرة على الأراضي الخاضعة لسيطرة نمور التاميل. بحلول يوليو عام 2007، استعاد الجيش السريلانكي السيطرة على كامل المنطقة الشرقية. تصاعد الهجوم العسكري في الشمال في أكتوبر عام 2008 عندما هاجم الجيش السريلانكي معقل فاني لنمور التاميل. أُجبر نمور التاميل، بعد الهزائم المتتالية، على التراجع إلى الساحل الشمالي الشرقي في منطقة موليتيفو. كما فر السكان المدنيون في «فاني». زعمت الحكومة السريلانكية ومنظمات حقوق الإنسان أن نمور التاميل أجبروا المدنيين على فعل ذلك. بحلول يناير عام 2009، حوصر نمور التاميل والمدنيون في قطعة أرض صغيرة على الساحل الشمالي الشرقي.
مع زيادة تقدم الجيش السريلانكي في المناطق الخاضعة لسيطرة نمور التاميل، ازداد القلق الدولي بشأن مصير 350.000 مدني محاصرين. في 21 يناير عام 2009، أعلن الجيش السريلانكي عن منطقة آمنة تبلغ مساحتها 32 كيلومترًا مربعًا (12 ميل مربع) تبعد مسافة 5 كيلومترات (3.1 ميل) شمال غرب بوتاكورايبو، بين الطريق السريع إيه35 وشالي لاغون. وفقًا للسريلانكيين، كان الغرض من المنطقة الآمنة هو السماح للمدنيين المحاصرين بالعبور إلى الأراضي التي يسيطر عليها الجيش. ومع ذلك، فإن قلة قليلة من المدنيين عبروا بالفعل إلى الأراضي العسكرية. واتهم الجيش السريلانكي، والأمم المتحدة، ومنظمات حقوق الإنسان نمور التاميل بمنع المدنيين من المغادرة.
استمر القتال بين الجيش ونمور التاميل، ما تسبب في فرار المدنيين من المنطقة الآمنة إلى منطقة برية ضيقة بين بحيرة نانتي كادال لاغون والمحيط الهندي. في 12 فبراير عام 2009، أعلن الجيش عن منطقة آمنة جديدة تبلغ مساحتها 10 كيلومترات مربعة (3.9 ميل مربع) في هذه المنطقة، التي تقع شمال غرب مدينة مولايتيفو. على مدى الأشهر الثلاثة التالية، طبق حصار وحشي على المنطقة الآمنة أو مناطق حظر إطلاق النار (إن إف زد) حيث قيل إن الجيش ضرب آخر بقايا نمور التاميل المحاصرين في المنطقة الآمنة برًا وجوًا. أظهرت صور الأقمار الصناعية للمنطقة الآمنة التي تنشرها الأمم المتحدة والحكومات الأجنبية والمنظمات العلمية وجود أضرارجسيمة لا يمكن أن يسببها سوى القصف، وهناك أدلة موثوقة على أن جبهة نمور تحرير تاميل إيلام نفسها أرادت عمدًا التسبب في كارثة إنسانية.
قُتل وجُرح عدة آلاف من المدنيين بشكل مؤكد. وجدت لجنة تابعة للأمم المتحدة في عام 2011 أن عدد المدنيين الذين قتلوا من التاميل في الأشهر الأخيرة من الحرب الأهلية ربما يصل إلى 40 ألف مدني.
قدرت الأمم المتحدة، بناءً على شهادة موثوقة لشهود من وكالات الإغاثة والمدنيين الذين تم إجلاؤهم من المنطقة الآمنة عن طريق البحر، مقتل 6500 مدني وإصابة 14000 آخرين بين منتصف يناير، عندما أُعلن عن المنطقة الآمنة لأول مرة، ومنتصف أبريل. لا توجد أرقام رسمية عن الضحايا بعد هذه الفترة، ولكن زعم تقرير في صحيفة ذا تايمز أن عدد القتلى المدنيين ارتفع إلى ما معدله 1000 قتيل يوميًا بعد منتصف أبريل عام 2009. ورفضت الأمم المتحدة في ذلك الوقت تأكيد مزاعم صحيفة ذا تايمز. تتراوح تقديرات أقدم لعدد القتلى في الأشهر الأربعة الأخيرة من الحرب الأهلية (منتصف يناير إلى منتصف مايو) من 15000 إلى قتيل 20000، يعود تاريخ هذه التقديرات إلى مايو عام 2009.
أشار تقرير لوزارة الخارجية الأمريكية إلى أن الأرقام الفعلية للضحايا ربما كانت أعلى بكثير من التقديرات القديمة للأمم المتحدة وأن أعداد كبيرة من الضحايا لم تُسجل. ومع ذلك، توصّلت دراسة أجراها معهد مارغا في سريلانكا الذي يديره السنهاليون إلى رقم أقل من ذلك بكثير، أقل من 10000. كما ادّعى اللورد نيسبي، أحد أعضاء جماعات الضغط المؤيدة للحكومة السريلانكية، باستخدام المعلومات التي حصل عليها مستخدمًا الحق في الحصول على المعلومات، والبرقيات الدبلوماسية البريطانية وما إلى ذلك، احتمال حدوث حوالي 7000 وفاة. ومع ذلك، تتهم جماعات حقوق الإنسان اللورد نيسبي بالتشويه المقصود لصورة الأرقام التي جمعتها الأمم المتحدة في عام 2009، والتي تتعارض مع التحقيق الأخير الأكثر شمولًا الذي أجرته لجنة الأمم المتحدة في عام 2011 والذي خلص إلى أن حوالي 40 ألف مدني من التاميل قتلوا في الأشهر الأخيرة من الحرب الأهلية.
مع بدء انتهاء الحرب الأهلية في أواخر أبريل / أوائل مايو، ازداد عدد المدنيين المغادرين للمنطقة الآمنة بشكل كبير. في 19 مايو أعلنت الحكومة السريلانكية النصر.
بعد انتهاء الحرب، دعا عدد من الدول ومنظمات حقوق الإنسان إلى إجراء تحقيق مستقل حول المراحل الأخيرة من الحرب الأهلية، الأمر الذي رفضته الحكومة السريلانكية باستمرار.